# آرمان رضاخانی
آرمان رضاخانی (زادهٔ ۲۲ بهمن ۱۳۶۹، تهران) دانشجوی بازداشت‌شده در جریان اعتراضات پس از انتخابات ۱۳۸۸ است.

## زندگی‌نامه
رضاخانی متولد ۲۲ بهمن ۱۳۶۹ و دانشجوی رشته مهندسی آی‌تی است . او یکی از برگزیدگان دهمین جشنواره جوان خوارزمی است.
او نخبه ریاضیات ممتاز کشوری در المپیاد ریاضی، کاشف دو نظریه در مثلثات و ریاضیات و مخترع جوان در زمینه‌هایی چون سازه‌های معماری و کمک آموزشی فرکتال است. وی پس از دریافت بورس چهار ساله از دانشگاهتگزاس اِی اَند اِم هم‌اکنون در رشته مهندسی کامپیوتر همین دانشگاه در حال ادامه تحصیل می‌باشد.
پدرش محمدرضا رضاخانی، مترجم کتاب امپریالیسم ژاپن در مهرماه سال ۱۳۷۱ هنگام نزاع با جلال‌الدین فارسی که در طالقان مشغول شکار کبک بود، به ضرب گلوله کشته شد.

## بازداشت
او در تاریخ ۱۸ آذر ۱۳۸۸ در خیابان میرداماد تهران دستگیر شد و بعد از بازجویی در دی ماه ۸۸ به زندان اوین تحویل داده شد.
محمد نوری‌زاد در پنجمین نامه سرگشاده‌اش به علی خامنه‌ای مدعی شد با آرمان رضاخانی، در زندان اوین بوده‌است:
من این روزها، با جوان نوزده ساله‌ای هم‌نشین و هم‌بند هستم که مجموعه‌ای از خردمندی‌ها و درستی‌ها با اوست. المپیادی است. برنده جشنواره خوارزمی است. این جوان اما به اتهام متداول توهین به رئیس‌جمهور و تبلیغ علیه نظام، پنج ماه و نیم است که در زندان است. این جوان، شصت روز در زندان انفرادی بوده و توسط بازجوهای تند و بی‌ادب خود، کتک خورده و تهدید شده‌است. این جوان، همان است که آقای جلال‌الدین فارسی، پدرش را به ضرب گلوله تفنگ شکاری خود کشته‌است. این جوان، اکنون هفده سال است که چشم به راه تراوش حق وعدالت، از اسلام اختراعی ما است. اسلامی که آقای جلال‌الدین فارسی قاتل را به پرداخت یک ریال از پول خون پدر او ملزم نکرده‌است. اسلامی که آقای جلال‌الدین فارسی قاتل را آزاد گذارده، وخود او را که به ابراز نشاط سیاسی‌اش مشغول بوده، به زندان و انفرادی و تحمل ناسزا و ضرب و شتم درانداخته است.
تهمینه ذوقی، مادر آرمان رضاخانی که پس از شش ماه بعد از انتقال آرمان به بند ۳۵۰ موفق به دریافت اجازه ملاقات حضوری از دادستان تهران شده بود، صبح روز ۷ تیر ۱۳۸۹ پس از ملاقات با فرزندش به دلیل نامعلومی بازداشت شد.
در تیرماه ۱۳۸۹ دادگاه تجدیدنظر، رای شعبه ۲۸ دادگاه انقلاب اسلامی تهران در مورد آرمان رضاخانی را تأیید کرد.
رضاخانی به استناد مواد ۵۱۴، ۵۰۰ و ۶۰۹ قانون مجازات اسلامی به سه سال حبس و پرداخت یک میلیون ریال جزای نقدی محکوم شده بود.

## واکنش‌ها
- دانشجویان عضو انجمن سبز دانشگاه آزاد «تهران شرق»، در نامه‌ای برای آرمان رضاخانی، دانشجوی نخبه و مخترع جوان کشور، که ماه‌هاست به دلیل اعتراضات پس از انتخابات ۱۳۸۸ در زندان به سر می‌برد، خود را «همواره در کنار آرمان و دیگر دانشجویان در بند» دانسته و خاطرنشان کرده‌اند «تا آخرین نفس، تا روز آزادی، که همه در کنار هم آن روز را جشن خواهیم گرفت، با شما خواهیم بود.»[۱۱]
- یکی از اساتید تیم المپیاد ریاضی بعد از انتشار نامه پنجم محمد نوری زاد ابراز همدردی و امیدواری کرده تا هر چه سریع تر شاگردش آزاد شود.

این نامه می‌افزاید: «احساس غروری در درونم موج می‌زد از اینکه من پیروز شدم، من به هدفی که دنبال می‌کردم رسیدم، امید من پرورش دانش پژوهانی بود که ریاضیات را به عنوان دانش شهروندی بنگرند و افرادی پرسشگر ودارای تفکر انتقادی نسبت به پیرامون خود باشند؛ و من امروز اعتراف می‌کنم که شاگرد آرمانم و او معلم من است.»